# Петдесета македонска дивизия на НОВЮ
Петдесета македонска дивизия на НОВЮ е комунистическа партизанска единица във Вардарска Македония, участвала в така наречената Народоосвободителна войска на Югославия.
Създадена в село Митрашинци на 17 септември 1944 година. Политически комисар на дивизията е Димче Беловски. В състава и влизат четвърта, тринадесета и четиринадесета македонски ударни бригади. След 15 октомври към нея е присъединена деветнадесета македонска ударна бригада и артилерийска бригада, а е извадена четвърта македонска ударна бригада, която влиза в рамките на петдесет и първа македонска дивизия на НОВЮ. На 28 ноември към дивизията влиза по-голямата част от двадесета македонска ударна бригада и двадесет и първа македонска ударна бригада. Дивизията заедно с петдесет и първа е в състава на Брегалнишко-Струмишкият корпус на НОВЮ и се сражава с немските сили по направлението Валандово-Струмица-Берово. На 13 октомври 1944 година освобождава Берово и Пехчево, на 8 ноември Щип, на 9 ноември Свети Никола. След като е освободен град Скопие дивизията се сражава при хидроцентралата Матка и е част от военните единици освободили Тетово на 19 ноември 1944 година. Разпусната е през декември 1944 година.

## Участници
- Кирил Михайловски, командир
- Димче Беловски, политически комисар
- Гьоре Дамевски, политически комисар на батальон